# Quintet Private Bank
Die Quintet Private Bank ist eine luxemburgische Bank mit Hauptsitz in der Oberstadt von Luxemburg-Stadt. Die Privatbankengruppe der Bank verfügt über Vertretungen in 50 europäischen Städten und ist seit 2011 im Besitz der Precision Capital, einer in Luxemburg ansässigen Bankholdinggesellschaft, die von der Familie des katarischen Scheichs Hamad ibn Dschasim ibn Dschabr Al Thani in Katar kontrolliert wird.

## Geschichte
Die Quintet Private Bank wurde am 23. Mai 1949 als Kredietbank Luxemburg gegründet. Später firmierte sie als KBL European Private Bankers (KBL), bis Mitte Januar 2020 als „KBL epb“. In den Anfangszeiten beschäftigte die KBL fünf Mitarbeiter, darunter Constant Franssens (CEO).

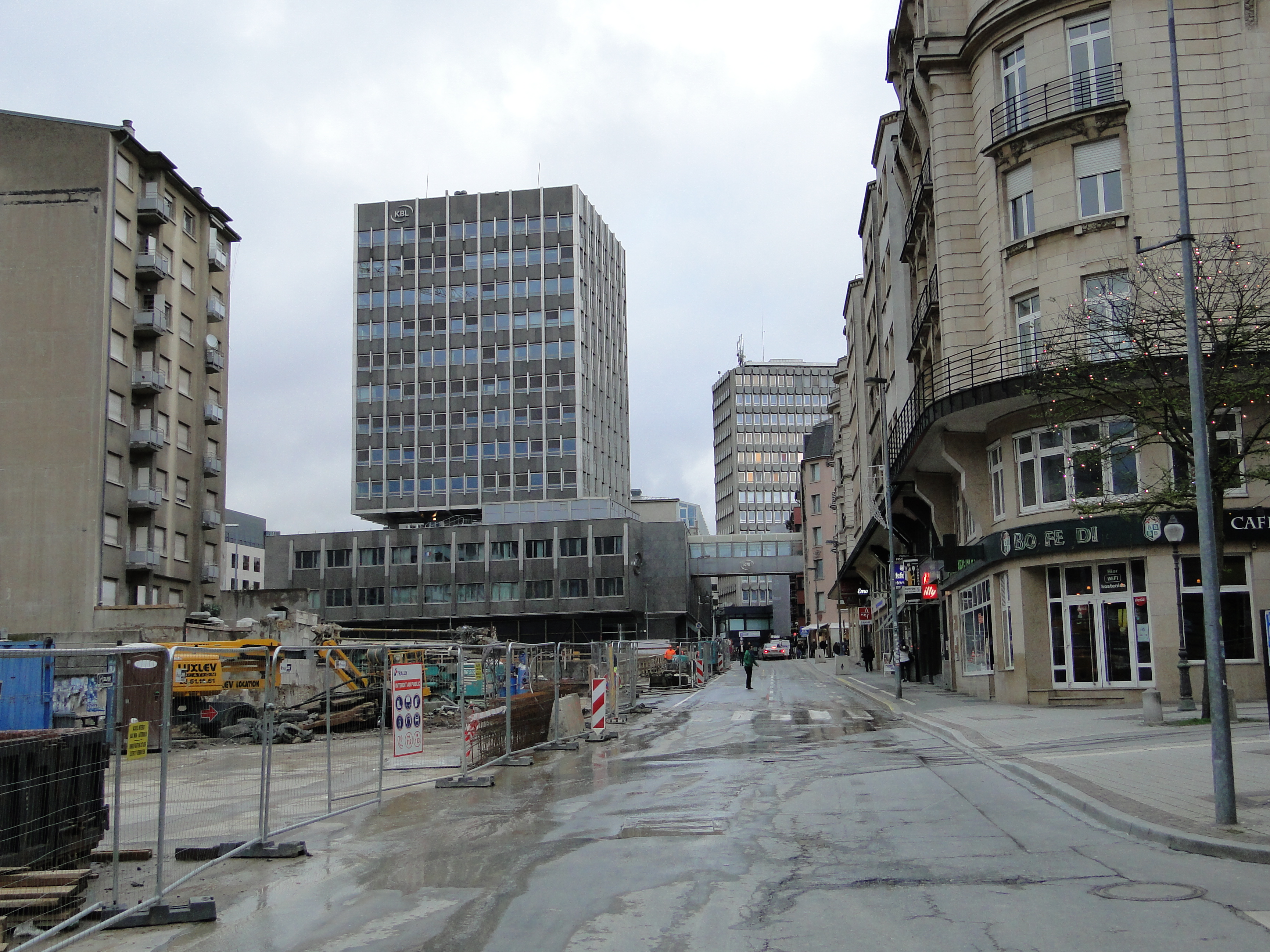
Hauptverwaltung (mittig) der KBL bzw. Quintet Private Bank in Luxemburg-Stadt (2015)

Am 21. Mai 2010 teilte die indische Investmentgesellschaft Hinduja-Gruppe mit, dass sie von der belgischen KBC Group die Sparte KBL European Private Bankers für 1,35 Mrd. Euro übernehmen möchte. Am 16. März 2011 wurde jedoch bekannt, dass die luxemburgische Finanzaufsichtsbehörde Commission de Surveillance du Secteur Financier (CSSF) ihre Zustimmung zum Verkauf verweigerte.
2011 wurde die KBL u. a. mit ihrem Tochterunternehmen Merck Finck Privatbankiers von der belgischen KBC Group für 1,05 Milliarden Euro an Precision Capital verkauft, die von George Nasra für die Familie Al Thani kontrolliert wird.
Das Finanzunternehmen verwaltet rund 72 Milliarden Euro an Kundengeldern (Stand: Mai 2019) in ihrem Netzwerk von eigenen Privatbanken und Vermögensverwaltern in Europa – darunter Brown Shipley, InsingerGIlissen, Quintet Espana, Quintet Luxembourg, Merck Finck, Puilaetco und Puilaetco, die künftig den Zusatz „A Quintet Private Bank“ tragen.
Im Mai 2019 wurde Jürg Zeltner (†) als CEO in den Vorstand der KBL berufen. Er übernahm das Amt im Dezember 2019 und wurde am 22. März 2020 interimsmäßig durch den Dänen Jakob Stott (* 1955) ersetzt. Sowohl Zeltner, der ehemalige Chef der weltgrößten UBS-Vermögensverwaltung, als auch Stott stammen von UBS. Ebenfalls wurden zum Rebranding der Quintet Private Bank zahlreiche weitere erfolgreiche UBS- und Credit-Suisse-Banker abgeworben.
Bereits im August 2019 vereinbarte KBL mit der Schweizer Bellevue Group die Übernahme ihres Vermögensverwalters Bank am Bellevue um ein „Standbein in der Schweiz, dem wichtigsten Offshore-Markt“, zu erhalten. Zwei Jahre später kündigte Quintet an, sich aus dem Schweiz-Geschäft bereits wieder zurückzuziehen. Begründet wurde die Entscheidung unter anderem mit der COVID-19-Pandemie und der voraussehbar großen Zeitdauer und Investitionshöhe, um das Geschäft wirtschaftlich betreiben zu können.